# Гарпаліка (донька Клімена)
Гарпаліка ([hɑrˈpæləsiː]; дав.-гр. Ἁρπαλύκη, трансліт. Гарпалюка) — персонажка грецької міфології, пелопоннеська принцеса з Аргосу чи Аркадії, дочка царя Клімена. Клімен бажав і зґвалтував Гарпаліку, яка потім помстилася, змусивши його мимоволі поласувати власною кров'ю. Її розповідь схожа на історію Терея та Прокни.

## Сім'я
Гарпаліка була дочкою Клімена від жінки на ім'я Епікаста; вона також мала двох братів, Ідаса і Терагера. Вона народила сина, ім’я якого невідоме.

## Міфологія
В одній з версій міфу, дія якої відбувається в Аркадії, Гарпаліка була бажаною для свого батька-інцестуаліста Клімена, який врешті-решт її зґвалтував. Унаслідок цього Гарпаліка завагітніла і народила сина. Вона помстилася своєму нечестивому батькові, убивши сина, а потім під час бенкету таємно згодувала його Клімену. Коли Клімен дізнався правду, він убив Гарпаліку.
В іншій версії, дія якої відбувається в Аргосі, Гарпаліка була заручена з Аластором, але, незважаючи на це, її батько Клімен мав до неї палку пристрасть. Деякий час йому вдавалося стримувати себе, але врешті-решт він найняв рабиню-годувальницю, яка повідомила про це Гарпаліці, і вони почали таємний зв'язок. Однак Аластор прийшов, щоб нарешті одружитися з нею і забрав її за згодою Клімена. Але Клімен кинувся за ними, зупинив їх, схопив Гарпаліку і повернувся з нею в Аргос, де відкрито жив з нею як з дружиною.
Гарпаліка обурювалася жорстоким і зневажливим поводженням з нею з боку Клімена, тому під час свята вона зарубала свого молодшого брата, якого звали Пресбон, і подала його Клімену під час бенкету. Вона благала богів забрати її від людей. Боги почули її благання та перетворили на птаха — халкіса (різновид сови).

## Поширення
Нерегулярний супутник Юпітера Гарпаліке (також відомий як Юпітер XXII) був названий на честь цієї міфологічної фігури.